# Taryn Manning
Taryn Manning (født 6. november 1978 i Falls Church, Virginia) er en amerikansk skuespiller, designer og sanger. Manning er kendt for rollerne som Tiffany "Pennsatucky" Doggett i Netflix-serien Orange Is the New Black, som Cherry i Sons of Anarchy og som Janeane i 8 Mile.

## Opvækst
Taryn Manning blev født i Falls Church, Virginia, men hun voksede op sammen med sin mor i Tucson, Arizona.